# Biodynamisk jordbrug
Biodynamisk jordbrug (af græsk: βίος bíos "liv" og δύναμις dýnamis "kraft") er en metode indenfor økologisk jordbrug oprindeligt udviklet af Rudolf Steiner i 1924.[kilde mangler] Metoden er baseret på en holistisk opfattelse. Det biodynamiske jordbrugs principper er baseret på de antroposofiske tanker om interaktionen mellem jordbrugets organismer, mennesker og de overnaturlige kræfter fra kosmos (himmellegemerne) med det formål at styrke jordbrugets og husdyrenes sundhed og dermed produkternes kvalitet.[kilde mangler]
Dette betyder blandt andet en bandlysning af anvendelse af kunstgødning og kemiske sprøjtemidler. Medicin til landbrugets husdyr er heller ikke tilladt. Såning og høst foregår under hensyntagen til planeternes stilling i dyrekredsen og månefaserne.[kilde mangler]
Jordbrugsformen praktiseres over hele verden, og produkterne handles under garantimærket Demeter, hvilket i Danmark kontrolleres af Demeterforbundet og Plantedirektoratet.[kilde mangler] Grundet et generationsskifte i det danske landbrug synes Rudolf Steiners landbrugsform at falde tilbage i Danmark til fordel for økologisk landbrug[kilde mangler].